# Индустријска зона (Лоди)
Индустријска зона је насеље у Италији у округу Лоди, региону Ломбардија.
Према процени из 2011. у насељу је живело 10 становника. Насеље се налази на надморској висини од 97 м.